# Senza 'na ragione
Senza 'na ragione è un album che contiene 18 brani interpretati dall'artista italiano Massimo Ranieri pubblicato nel 2013.
Nell'album, Ranieri esegue brani in lingua napoletana e italiana di autori quali: Pino Daniele, Enzo Avitabile, Teresa De Sio, Nino D'Angelo, James Senese, Raiz degli Almamegretta, 99 Posse, Edoardo Bennato, Gigi D'Alessio ed altri.

## Tracce
1. Cammina cammina (Pino Daniele)
2. Sfumature (feat. Ania Cecilia) (99 Posse)
3. 'O mafiuso (Renato Carosone, Nicola Salerno)
4. Canzone nera (Enzo Rossi, Enzo di Domenico, Bruno Lanza)
5. Tutta 'nata storia
6. E' na bella jurnata (James Senese, Franco Del Prete)
7. 'O sole mio (Giovanni Capurro, Eduardo Di Capua)
8. 'Na sera 'e maggio (Gigi Pisano, Giuseppe Cioffi)
9. Guaglione (Nicola Salerno, Giuseppe Fanciulli)
10. Canto 'e primmavera – 3:37 (Enzo Avitabile)
11. 'A storia 'e nisciuno (Gaetano D'Angelo, Nuccio Tortora)
12. Astrigneme (Paolo Polcari, Luca Gatti)
13. Attimi
14. Apri le braccia ((Mogol - Gigi D'Alessio))
15. È stata tua la colpa
16. Aumm aumm (Gigi De Rienzo, Teresa De Sio)
17. Verrò a chiederti perdono
18. Le mani